# Øyvor Hansson

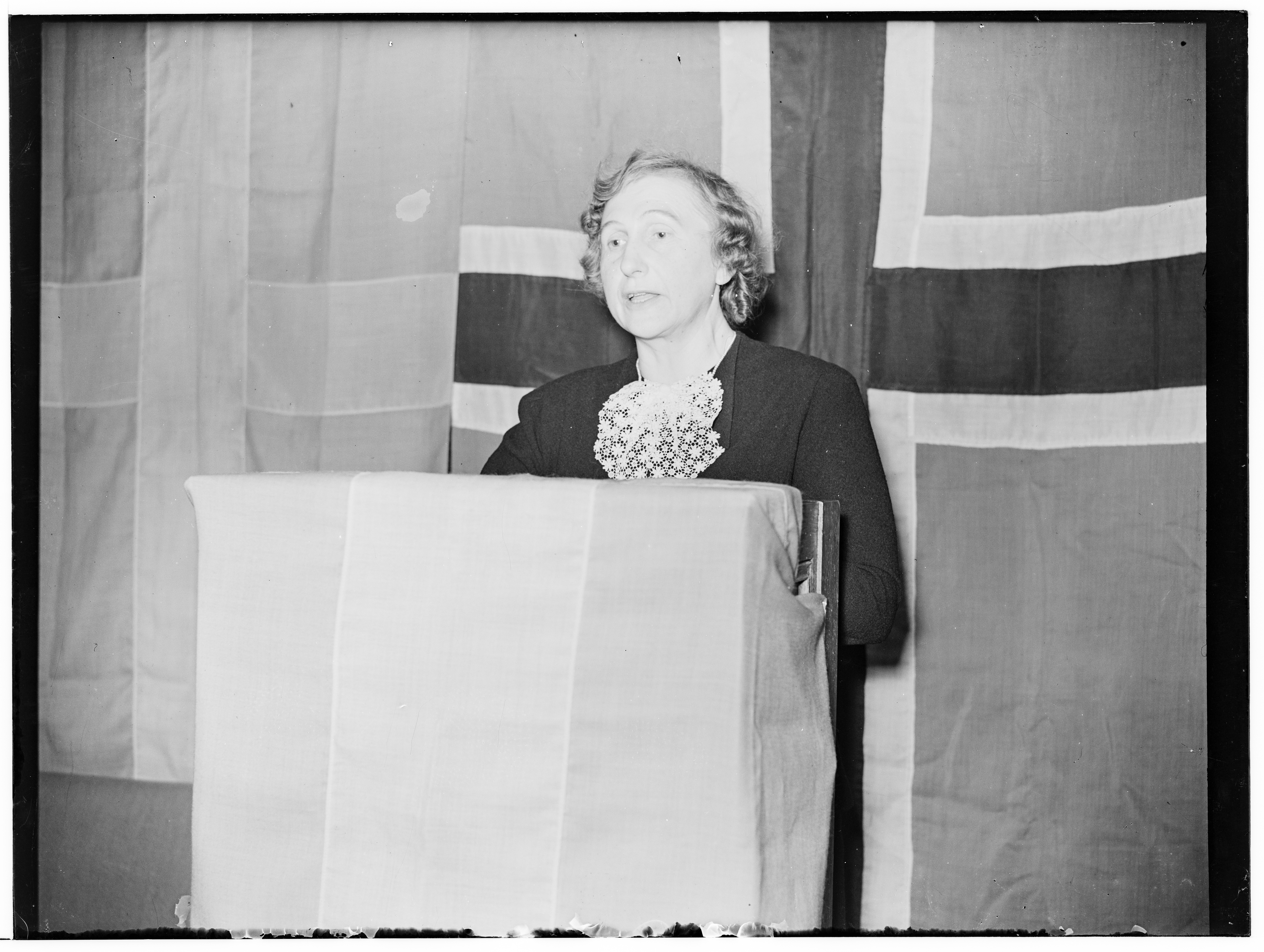
Øyvor Styren Hansson spricht im "Hirdens hus" (heute Høyens hus) in Oslo vor der Frauenorganisation Nasjonal Samlings Kvinneorganisasjon (NSK).

Øyvor Styren Hansson (* 3. März 1893 in Kristiania als Øyvor Styren; † 17. September 1975 ebenda) war eine norwegische Politikerin der faschistischen Partei Nasjonal Samling (NS).

## Leben

### Jugend und Familie
Hansson stammte aus einer Familie des Mittelschicht. Sie besuchte die Mittel- und später eine Handelsschule. Bei einem Aufenthalt in den USA lernte sie englische Stenografie. Im Jahr 1915 heiratete sie Halvor Hansson, mit dem sie fünf Kinder bekam. Die beiden lebten getrennt, und ihr Ehemann distanzierte sich später von Øyvor Hanssons Aussagen. Im Jahr 1949 wurde die Ehe geschieden. Sie erhielt daraufhin weiter kleine Beträge als Unterhaltszahlungen von ihm. Sie starb im Jahr 1975 im Alter von 82 Jahren.

### Politischer Werdegang
Hansson wurde bei der Gründung der Nasjonal Samling im Jahr 1933 Mitglied der Partei, wo sie Vidkun Quislings engem Vertrautenkreis angehörte. Sie wirkte bei der Gründung der Frauenorganisation Nasjonal Samlings Kvinneorganisasjon (NSK) mit, deren Vorsitzende sie 1935 wurde. Im Jahr 1936 war sie Kandidatin für die Wahl ins norwegische Parlament, dem Storting.
Im Jahr 1941 wurde sie von Olga Bjoner an der Spitze der NSK abgelöst. Daraufhin versuchte sie 1942 Leiterin der Propagandaabteilung des NSKs zu werden, was ihr aber nicht gelang. Stattdessen wurde sie von Vidkun Quisling zur Büroleiterin im Sozialministerium ernannt. Dabei reiste sie in Norwegen umher und führte Verhöre mit Staatsbediensteten. Einige der Bediensteten wurden aufgrund der Erkenntnisse aus diesen Verhören aus ihrem Dienst entlassen.

### Verurteilung
Nach Ende des Zweiten Weltkrieges wurde sie für ihre Mitgliedschaft in der Nasjonal Samling sowie ihre Tätigkeit bei der NSK und im Sozialministerium zu drei Jahren und einem Monat Haft verurteilt. Zudem wurde ihr das Stimmrecht entzogen. Hansson betätigte sich nach der Verbüßung ihrer Haftstrafe politisch nicht mehr, lebte zurückgezogen und trat in der Öffentlichkeit auch nicht mehr auf.

## Politische Positionen
Hansson war der Ansicht, dass Frauen größeren Einfluss auf die Politik und Gesellschaft haben sollten. In Vidkun Quisling, dem faschistischen Anführer der Nasjonal Samling, sah sie den einzigen Norweger, der den Frauen die Position verschaffen könnte, die sie verdienten. Hansson widersprach den Forderungen zu gleichberechtigten Ehen und der Legalisierung von Schwangerschaftsabbrüchen, da diese nach ihrer Ansicht auf kommunistischer Ideologie gründeten und somit einer „jüdischen Perversion“ angehörten.
Neben Quisling bewunderte sie auch Adolf Hitler, der in ihren Augen der Retter Deutschlands war. Hansson besuchte deutsche Frauenorganisationen und schrieb aufgrund dieser Erfahrungen Berichte über die Rolle der „neuen deutschen Frau“.